# 町田マリー
町田 マリー（まちだ マリー、1979年7月16日 - ）は、日本の女優である。千葉県出身。所属事務所はゴーチ・ブラザーズ。劇団「毛皮族」出身。2017年家庭と演劇の両立を目指す演劇ユニットパショナリーアパショナーリアを旗揚げし、脚本・演出も担っている。身長154cm。血液型B型。

## 来歴・人物
立教大学在学中の2000年、江本純子とともに劇団「毛皮族」を旗揚げ。同年9月、舞台『鬼畜ロマン』にてデビュー。以降、看板女優としてほぼ全公演に出演。毛皮族での活動初期から小劇場やプロデュース公演など様々な舞台に出演、近年は映像作品にも活動範囲を広げている。2009年公開の主演映画『美代子阿佐ヶ谷気分』では、第31回ヨコハマ映画祭最優秀新人賞と第19回日本映画プロフェッショナル大賞新人奨励賞を受賞している。2017年『家庭と演劇の両立』を目指す演劇ユニット『パショナリーアパショナーリア』を女優の中込佐知子と立ち上げる。2018年より脚本演出もしている。
趣味は手芸、アルトサックス。特技はソフトボール・クラシックバレエ・日本舞踊（日本舞踊花柳流名取）。

## 出演

### 舞台
- 劇団「毛皮族」公演（2000年 - ）
- シベリア少女鉄道スピリッツ「もう一度、この手に」（2001年）
- シベリア少女鉄道「デジャ・ヴュ」（2002年、王子小劇場）
- 拙者ムニエル「愛のいったりきたり劇場」（2002年）
- 拙者ムニエル「HYPER DX寿姫」（2003年、全労済ホールスペース・ゼロ）
- 「卒業〜the graduate〜」（2004年、東京グローブ座）
- アトリエ・ダンカンプロデュース「劇場の神様」（2005年、シアター1010）
- ナイロビプロデュース「早春ヤングメン」（2005年、三鷹市芸術文化センター）
- M&Oplays プロデュース「センター街」（2005年、ザ・スズナリ）
- プリタク「HERO」（2005年、下北沢駅前劇場）
- 渡辺正行プロデュース「LDK vol.3」（2006年、博品館劇場他）
- とよはし100祭記念事業公演「欲望という名の電車」（2006年、吉祥寺シアター他）
- カルカルプロデュース「うす皮一枚」（2006年、本多劇場）
- M&Oplaysプロデュース「漂う電球－THE FLOATING LIGHTBULB－」（2006年、本多劇場他）
- 流山児★事務所「オールドバンチ」（2006年、ザ・スズナリ）
- ポツドール「激情」（2007年、本多劇場）
- 「語り女たち」（2007年、紀尾井小ホール）
- ジェットラグプロデュース「バラ咲く我が家にようこそ。」（2007年、シアターサンモール）
- 流山児★ザ新劇「オッペケペ」（2007年、ベニサン・ピット）
- パラダイス一座「続オールド・バンチ〜復讐のヒットパレード!〜」（2007年、ザ・スズナリ）
- 演劇キックプロデュース　演劇ぶっく社設立20周年記念公演「天国と地獄」（2007年、シアターアプル）
- 「尋常人間ZERO」（2008年、本多劇場）
- the company オフ・ブロードウェイ・シリーズ「バーム・イン・ギリヤド Balm in Gilead」（2008年、シアター・モリエール）
- 椿組「新宿番外地」（2008年、花園神社境内特設ステージ）
- 朗読劇「苦情の手紙」（2008年、博品館劇場）
- 「黒猫」（2008年、新国立劇場小劇場）
- 「中国の不思議な役人」（2009年、PARCO劇場）
- メジャーリーグプロデュース「ヘッダ・ガブラー」（2009年、赤坂RED/THEATER）
- 劇団、江本純子 vol.0「まじめな話」（2009年、渋谷ギャラリールデコ）
- 演劇企画集団THE・ガジラ「PW prisoner of War」（2009年、本多劇場）
- パラダイス一座「続々オールド・バンチ〜カルメン戦場に帰る〜」（2009年、本多劇場）
- あうるすぽっとチェーホフフェスティバル2010「櫻の園」（2010年、あうるすぽっと）
- シベリア少女鉄道スピリッツ「もう一度、この手に」（2011年、王子小劇場）  - 声の出演
- パラダイス一座「オールド・バンチ 完結編〜男たちの挽歌〜」（2011年）
- ゴジゲン「極めてやわらかい道」（2011年）
- こまつ座「日本人のへそ」（2011年、シアターコクーン他）
- 「オーデュボンの祈り」（2011年、世田谷パブリックシアター他）
- 「ポルノグラフィ」（2011年、恵比寿・エコー劇場）
- 「トラストいかねぇ」（2011年、東京グローブ座）
- 東日本大震災復興支援企画「リクゼンタカタ―私はどうして東北と東京で公演をやろうと思ったのか」（2012年）
- 「サド侯爵夫人」（2012年、世田谷パブリックシアター）
- ベッド＆メイキングス旗揚げ公演「墓場、女子高生」（2012年、座・高円寺）
- 戯曲リーディング アルベール・カミュ「誤解」「正義の人びと」（2013年、シアタートラム）
- 「THE BIG FELLAH　ビッグ・フェラー」（2014年、世田谷パブリックシアター）
- サンプル「ファーム」（2014年、東京芸術劇場シアターウエスト）
- ベッド＆メイキングス「サナギネ」（2014年、青山円形劇場）
- KERA・MAP「グッドバイ」（2015年、世田谷パブリックシアター 他）
- ◻︎字ック「荒川、神キラーチューン」（2016年、東京芸術劇場シアターウェスト、豊橋）
- ベッド&メイキングス「あたらしいエクスプロージョン」（2017年浅草九劇）
- 「たまたま」（2017年パルテノン多摩）
- 森山直太朗劇場公演「あの城」（2017年、本多劇場）
- パショナリーアパショナーリア「絢爛とか爛漫とか-モダンガール版」（2017年、シアター風姿花伝）
- 「三途会」（2017年、東京グローブ座）
- projectN y x「奴婢訓」（2018年、東京芸術劇場シアターウェスト）
- 「薔薇と白鳥」(2018年、東京グローブ座、森ノ宮ピロティホール)
- 流山児★事務所「わたし、と戦争」（2018年、スズナリ）
- パショナリーアパショナーリア「40才でもキラキラ！」（2018年 11月、京橋ララサロン）脚本 町田マリー 演出 町田マリー&楽しい会
- オフィスコットーネ「夜が摑む」（2019年2月、シアター711）
- ベッド&メイキングス「こそぎ落としの明け暮れ」（2019年3月東京芸術劇場シアターイースト、4月松本、四日市、北九州）
- Bunkamura30周年記念シアターコクーン・オンレパートリー2019「ハムレット」（2019年5月シアターコクーン、6月森ノ宮ピロティホール）
- ハケンアニメ!(2019年10月-11月、COOL JAPAN PARK OSAKA、紀伊國屋ホール)
- パショナリーアパショナーリア「6姉妹はサイコーエブリデイ」（2019年 11月、京橋ララサロン）脚本 町田マリー 演出 町田マリー&楽しい会
- 「えんとつ町のプペル」THE STAGE （2020 年 1月、AiiA 2.5 Theater Kobe 1月〜2月、天王洲 銀河劇場）
- 「たけしの挑戦状ビヨンド」（2020年4月、紀伊國屋ホール、4月、名古屋、高知、広島、5月、大阪）（新型コロナウィルスの影響により中止）
- 「タンスのゆくえ」（2020年6月、浅草九劇）
- パショナリーアパショナーリア「眠レ、巴里」（2020年8月、浅草九劇）
- 「その男、ピッグテイル」（2020年11月、あうるすぽっと）
- 「夜は短し歩けよ乙女」（2021年6月、新国立劇場中劇場、クールジャパンパーク大阪ｗｗホール）
- ケムリ研究室「砂の女」（2021年8月、9月、シアタートラム、他地方）-シルエットと声の出演
- ウォーキング・スタッフプロデュース「手の平」（2021年10月、新宿シアタートップスス）
- ひとり舞台フェスティバル「息々（いきいき）」脚本・演出・振付・出演　町田マリー（2021年11月7日、小劇場 楽園）
- 「セールスマンの死」（2022年4月、PARCO劇場、5月、他地方）
- パショナリーアパショナーリア5周年記念二本立て公演「人の気も知らないで」「かぞくららばい」（「かぞくららばい」の脚本、演出）（2022年12月東演パラータ）
- リーディングドラマ『ロミオとジュリエット』（2023年8月10日 - 13日、あうるすぽっと） -  マキューシオ役 他[1]
- パショナリーアパショナーリア 第6回公演「おもちゃワーカーズ」脚本・演出・出演（2024年7月6日・7日・13日、ニュー・サンナイ）[2]
- ヨーロッパ企画 第43回公演「来てけつかるべき新世界」（2024年8月31日 - 11月9日、栗東芸術文化会館さきら 中ホール 他）[3]
- calmoプロデュース #3「また逢いにゆく」（2025年10月8日 - 12日〈予定〉、テアトルBONBON）[4]

### テレビドラマ
- 演技者。「Iの世界」（2004年1月 - 2月、フジテレビ） - ナース 役
- エル・ポポラッチがゆく!!（2006年、NHK） - 米屋のよしこ 役
- 1分半劇場「ドリアンガールズ」（2007年8月 - 2008年7月、TBS）
- 花屋 ひなげし〜イマドキお作法物語（2007年、NHK）
- 週刊真木よう子 第3話「おんな任侠筋子肌」（2008年4月16日、テレビ東京） - アケミ 役
- 33分探偵 第9話（2008年9月27日、フジテレビ） - 児玉由紀子 役
- 必殺仕事人2009 第1話（2009年1月9日、テレビ朝日） - お佐代 役
- スペシャルドラマ・白洲次郎（2009年、NHK） - 河上綾子 役
- リアル・クローズ（2009年10月 - 12月、関西テレビ）
- 泣かないと決めた日（2010年1月 - 3月、フジテレビ） - 工藤早苗 役
- チェイス〜国税査察官〜（2010年4月 - 5月、NHK） - 内倉若葉 役
- アザミ嬢のララバイ 第4話「死者は死んだ羊の夢を見るか?」（2010年5月12日、毎日放送） - 由久子 役（主演）
- 日本人の知らない日本語 第7話（2010年8月26日、読売テレビ） - 桃子 役
- 桂ちづる診察日録 第8話（2010年10月30日、NHK）
- FACE MAKER 第5話（2010年11月4日、読売テレビ） - 工藤初美 役
- たぶらかし-代行女優業・マキ- 第12話（2012年6月21日、読売テレビ） - 秋山の義母 役
- 浪花少年探偵団 第3話（2012年7月16日、TBS） - 大原ゆり子 役
- ヒトリシズカ 第3 - 4話（2012年11月4日・11日、WOWOW） - アスカ 役
- Woman 第2話（2013年7月10日、日本テレビ） - 三澤 役
- 変身インタビュアーの憂鬱（2013年10月 - 12月、TBS） - 川島芳香 役
- 死刑台の72時間（2013年11月26日・12月3日、NHK BSプレミアム） - 高柳真由美 役
- おふこうさん 第6話（2014年2月11日、NHK BSプレミアム） - 小金沢の元妻 役
- 保育探偵25時〜花咲慎一郎は眠れない!!〜 第3話（2015年1月30日、テレビ東京） - 大野靖子 役
- 恋愛時代（2015年4月 - 6月、TBS） - 花籠のおかみ 役
- Dr.倫太郎 第8話（2015年6月3日、日本テレビ） - 蓮見の手術を受けた患者 役
- 遺産相続弁護士 柿崎真一 第5話（2016年8月4日、読売テレビ） - 霧島貞世 役
- 潜入捜査アイドル・刑事ダンス 第6話（2016年11月12日、テレビ東京） - 田上さくら 役
- シリーズ・横溝正史短編集 「金田一耕助登場！」黒蘭姫（2016年11月24日、NHK BSプレミアム）
- 警視庁ゼロ係〜生活安全課なんでも相談室〜（2017年） - 佐藤蔵子 役
- 遺留捜査 第5シリーズ 第7話（2018年8月30日） - 田嶋藍 役
- SUITS/スーツ（2018年） - 与謝野藤代 役
- 麒麟がくる（2020年、NHK大河ドラマ） - 遊女・タケ 役
- 38歳バツイチ独身女がマッチングアプリをやってみた結果日記（2020年11月19日 - 12月24日、テレビ東京） - リカ 役
- 特捜9 Season4 第7話（2021年5月19日、テレビ朝日） - 吉田かおり 役
- あいつが上手で下手が僕で（2021年10月-11月24日、日本テレビ、読売テレビ） - モギ 役
- 来世ではちゃんとします お正月初夢SP（2022年1月1日、テレビ東京） - 松田の母 役
- 相棒 Season20 第11話（2022年1月1日、テレビ朝日） - 峰岸瑛子 役
- だから殺せなかった 第2話（2022年1月16日、WOWOW）- スナックのママ 役
- 民謡×NHK（2022年）おはら節篇、野球拳おどり篇-アナウンサー役
- 刑事7人（2022年） - 坂下麻未（路敏の母） 役
- ひきこもり先生 第2シーズン（2022年） - 横田啓子 役
- あいつが上手で下手が僕でシーズン2(2023年4月-6月日本テレビ、読売テレビ) - モギ役
- ノンレムの窓2023・冬『デスゲーム』-菊池由美役
- お別れホスピタル（2024年、NHK）脳外科医役
- 25時、赤坂で Season2（2025年10月2日〈予定〉 - 、テレビ東京） - 野澤玲子 役[5]

### 映画
- 女囚マリー（2002年）
- 下妻物語（2004年）
- 映画監督になる方法（2006年） - 斉藤（イチゴ） 役（主演）
- 東京残酷警察（2008年）
- パニック4ROOMS（2009年） - 洵子 役
- 美代子阿佐ヶ谷気分（2009年） - 安部美代子 役（主演）
- イエローキッド（2009年） - 麻奈 役
- 死刑台のエレベーター（2010年） - 並木遙 役
- 恋の罪（2011年） - マリー 役
- 俺俺（2013年） - かすみ 役
- ワンダフルワールドエンド（2015年1月17日） - 木下祥子 役
- オー・マイ・ゼット!（2016年11月5日） - 西岡みすず 役
- なりゆきな魂、（2017年）
- 孤狼の血（2018年） - 瀧井洋子役
- ラブ×ドック（2018年）
- スウィートビターキャンディ（2022年）-母親役
- リライト（2025年）[6]

### CM
- パイオニア・カロッツェリア（2004年、ラジオCM）
- 三菱自動車（2004年、ラジオCM）
- NTTドコモ（2004年、ラジオCM）
- スピッツ 「CYCLE HIT Spitz Complete Single Collection」（2006年）
- 山崎まさよし 「ADDRESS」（2006年）
- 損保ジャパン「お客さま評価日本一〔サービスセンター〕」篇（2012年） - 損保ジャパンダ 役（声の出演）
- ローソン「マチカフェ」夫婦編（2014年）
- 日本生命「みらいのカタチ20’s　熱い岡田先輩」ナレーション（2015年）
- 読売新聞社折り込みチラシ「野菜」編 ナレーション （2015年）
- アクサ生命「予防・早期治療サポート～先手を打つ篇～」 （2016年）
- 株式会社アサンテ「シロアリバスターズ」篇 （2016年）
- 読売新聞社「野菜」編 ナレーション（2016年）
- 明星食品チャルメラ「ちゃるめにゃ～」篇（2017年）
- MSOL「プロジェクトにはPROEVER」篇（2022年）
- プロアクティブ「家族会議」篇（2023年）
- お風呂のファブリーズ（2024年）

### Web
- 青空ニコニコリレー（2007年、nifty NeoM republic）
- あそむび「幸運探偵〜風烈光の事件簿〜」（2007年、NTT西日本） - 緑山 役
- 劇団キモチスイッチ（2008年）

### ラジオ
- J-WAVE special「Art Of Words〜櫻井翔の「人間失格」」（2009年、J-WAVE）
- FMシアター「泣かないで、パーティーはこれから」（2010年、NHK-FM）
- 「ポップコーン・オン・ザ・ギンザ1945-1952」（2015年TOKYO FM 戦後70年特別番組）
- 「レールバイク」（2015年NHKFMシアター）
- 保坂エマの「エマの今日はこんな感じで」（2022年7月〜、stand.fm）

### PV
- 山崎まさよし「ADDRESS」
- SALU「GIFTED feat. RIEHATA」